# Рокфорд (Теннессі)
Рокфорд (англ. Rockford) — місто (англ. city) в США, в окрузі Блаунт штату Теннессі. Населення — 822 особи (2020).

## Географія
Рокфорд розташований за координатами 35°50′23″ пн. ш. 83°56′7″ зх. д. / 35.83972° пн. ш. 83.93528° зх. д. (35.839746, -83.935277).  За даними Бюро перепису населення США в 2010 році місто мало площу 8,31 км², з яких 8,25 км² — суходіл та 0,06 км² — водойми.

### Клімат
| Клімат : Рокфорд      | Клімат : Рокфорд | Клімат : Рокфорд | Клімат : Рокфорд | Клімат : Рокфорд | Клімат : Рокфорд | Клімат : Рокфорд | Клімат : Рокфорд | Клімат : Рокфорд | Клімат : Рокфорд | Клімат : Рокфорд | Клімат : Рокфорд | Клімат : Рокфорд | Клімат : Рокфорд |
| Показник              | Січ.             | Лют.             | Бер.             | Квіт.            | Трав.            | Черв.            | Лип.             | Серп.            | Вер.             | Жовт.            | Лист.            | Груд.            | Рік              |
| Середній максимум, °C | 8,3              | 10,6             | 15,6             | 21,7             | 26,1             | 29,4             | 31,1             | 31,1             | 27,8             | 22,2             | 15,6             | 10,0             | 20,6             |
| Середній мінімум, °C  | −1,1             | 0,0              | 4,4              | 9,4              | 13,9             | 17,8             | 20,0             | 19,4             | 16,7             | 9,4              | 4,4              | 0,0              | 9,4              |
| Норма опадів, мм      | 119              | 107              | 127              | 97               | 102              | 102              | 114              | 86               | 79               | 71               | 97               | 109              | 1204             |
| --------------------- | ---------------- | ---------------- | ---------------- | ---------------- | ---------------- | ---------------- | ---------------- | ---------------- | ---------------- | ---------------- | ---------------- | ---------------- | ---------------- |
| Джерело: Weatherbase  |                  |                  |                  |                  |                  |                  |                  |                  |                  |                  |                  |                  |                  |

## Демографія
Згідно з переписом 2010 року, у місті мешкало 856 осіб у 340 домогосподарствах у складі 253 родин. Густота населення становила 103 особи/км².  Було 387 помешкань (47/км²).
Расовий склад населення:
| - 96,8 % — білих - 0,7 % — азіатів - 0,4 % — чорних або афроамериканців - 0,1 % — корінних американців |

До двох чи більше рас належало 2,0 %. Частка іспаномовних становила 1,3 % від усіх жителів.
За віковим діапазоном населення розподілялося таким чином: 21,3 % — особи молодші 18 років, 62,3 % — особи у віці 18—64 років, 16,4 % — особи у віці 65 років та старші. Медіана віку мешканця становила 45,4 року. На 100 осіб жіночої статі у місті припадало 94,1 чоловіків;  на 100 жінок у віці від 18 років та старших — 90,4 чоловіків також старших 18 років.
Середній дохід на одне домашнє господарство  становив 70 217 доларів США (медіана — 61 295), а середній дохід на одну сім'ю — 79 586 доларів (медіана — 68 864). Медіана доходів становила 42 356 доларів для чоловіків та 33 984 долари для жінок. За межею бідності перебувало 2,7 % осіб, у тому числі 0,0 % дітей у віці до 18 років та 4,1 % осіб у віці 65 років та старших.
Цивільне працевлаштоване населення становило 425 осіб. Основні галузі зайнятості: освіта, охорона здоров'я та соціальна допомога — 24,5 %, виробництво — 15,1 %, науковці, спеціалісти, менеджери — 11,8 %, фінанси, страхування та нерухомість — 11,8 %.